# Полк (окръг, Небраска)
Вижте пояснителната страница за други значения на Полк.
Окръг Полк (на английски: Polk County) е окръг в щата Небраска, Съединени американски щати. Площта му е 1142 km², а населението - 5639 души (2000). Административен център е град Оцеола.